# 湊築島弁天社
湊築島弁天社（みなとちくしまべんてんしゃ）は、愛知県豊橋市湊町7-2の湊神明社（みなとしんめいしゃ）にある神社。登録有形文化財。
吉田城から豊川を下流に約500m下った場所に湊神明社（幡多厨神明社）があり、池に浮かぶ築島に湊築島弁天社がある。

## 祭神
- 市杵島姫神命

## 歴史

### 創建
湊神明社は白鳳時代に創建されたと伝わる。
宗偏流の開祖である茶人の山田宗偏は、湊神明社にある池の中央に庭園として蓬莱之島を造った。天和3年（1683年）、庄屋が蓬莱之島に弁天社を建立した。弁天社は茶道や琴などの芸事の神として信仰された。寛政7年（1795年）の棟札が残っている。

### 近現代の歴史
明治初期の廃仏毀釈によって、弁天社には市杵島姫神命が祀られ、市杵島社に改称した。太平洋戦争後に弁天社に戻し、築島弁天社と呼ばれている。
2003年（平成15年）の台風では屋根の一部と欄干が破損した。2006年（平成18年）、2400万円を投じた修復工事が完了した。

## 祭礼

### おんぞ祭り
湊神明社ではおんぞ祭りが行われており、かつては「吉田の三大祭り」に挙げられていた。伊勢神宮の神御衣祭に因んだ祭りであり、元和年間（1615年～1624年）に町屋の女の祭りとして始まったとされる。機織り、糸紡ぎ、裁縫を仕事とする女はこの日だけは仕事を休む。遠江国引佐郡三ヶ日（現・静岡県浜松市浜名区三ヶ日町岡本）の初生衣神社（うぶぎぬじんじゃ）で織った御衣を出迎え、翌日には豊川から船で伊勢神宮に奉納した。
1875年（明治8年）に中止されたが、戦後の1949年（昭和24年）に再び行われるようになった。現在は伊良湖岬からフェリーに乗って御衣を奉納している。

## 文化財

### 登録有形文化財
- 社殿
  - 寛政7年（1795年）竣工[2][1]。2008年（平成20年）7月8日、登録有形文化財に登録された[2]。登録基準は「国土の歴史的景観に寄与しているもの」[1]。
  - 木造平屋建、本瓦葺、建築面積32m2[2]。三間社入母屋造向拝付[2]。三方に擬宝珠高欄付の縁が廻らされている[2]。外陣は格天井を有し、三河吉田藩の御用絵師だった稲田文笠らによる草木の絵がはめ込まれている[1]。

## 現地情報
所在地
- 440-0073 愛知県豊橋市湊町7-2

交通アクセス
- JR東海道本線豊橋駅または飯田線船町駅から徒歩
- 豊鉄バス豊橋市民病院線「守下」バス停から徒歩5分